# Gaiety Theatre (Manila)

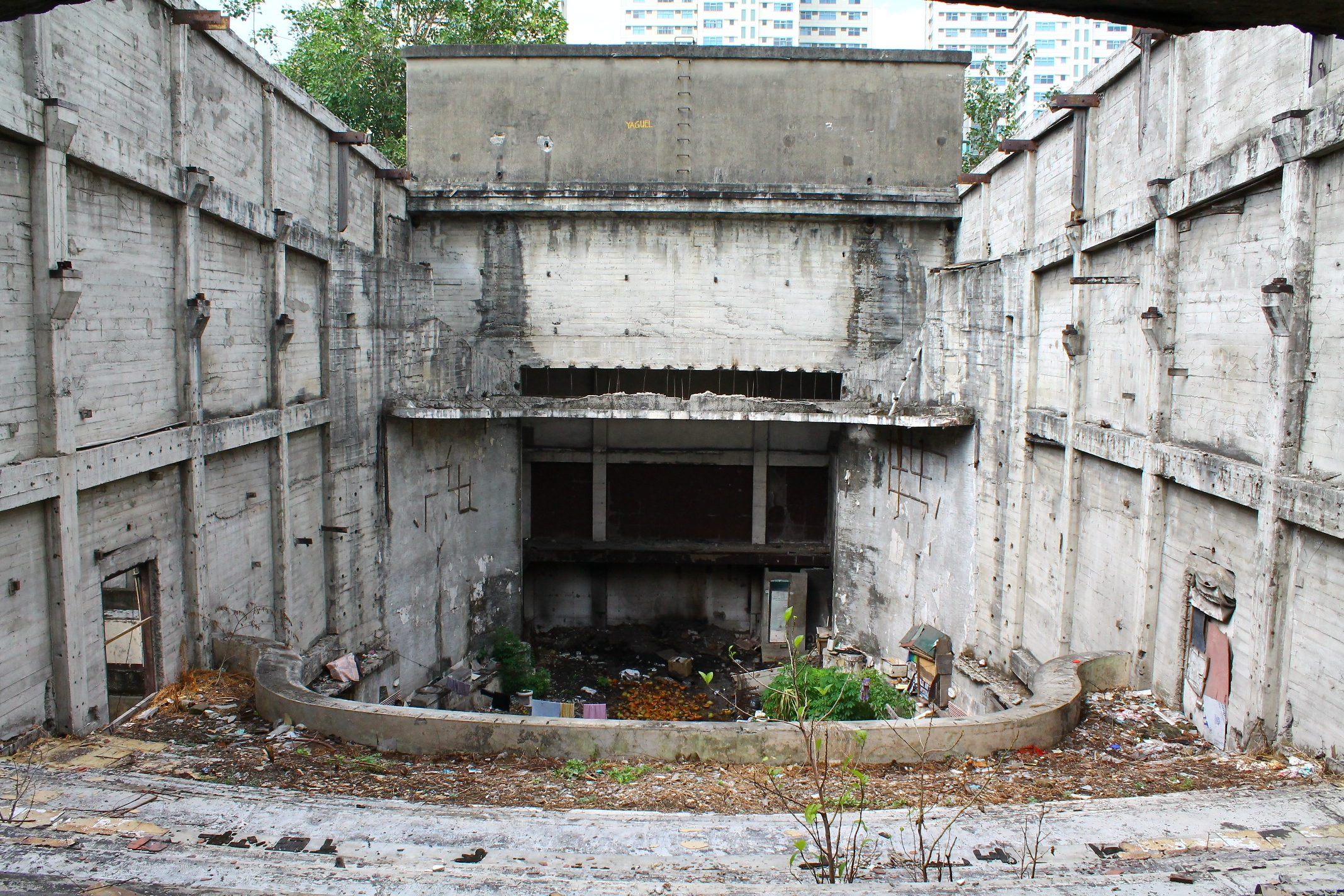
Blick vom Balkon des ehemaligen Gaiety Theatre in Ermita, Manila

Das Gaiety Theatre ist ein verfallenes Kinogebäude an der M. H. del Pilar Street im Stadtviertel Ermita von Manila.

## Geschichte
Es wurde 1935 in Art-déco-Stil von Juan Nakpil erbaut, der im Bereich Architektur als National Artist of the Philippines ausgezeichnet wurde. Es gehörte ursprünglich Harry Brown, dem amerikanischen Produzenten von La Vida de Rizal, dem ersten in den Philippinen produzierten Film. Anfangs wurde es auch für Gottesdienste der Jesus is Lord Cosmopolitan Church verwendet.
Das Kino wurde von Expats und alteingesessenen spanischen Familien für sein künstlerisch wertvolles Programm geschätzt. Während des Zweiten Weltkriegs wurden die Filmvorführungen eingestellt, bis Karl Nathan von den japanischen Behörden die Genehmigung zur Wiedereröffnung bekam. Zuvor gehörte das Gebäude einer bekannten Filipino-Familie. Die Eintrittskarten waren während der japanischen Besatzungszeit in diesem Kino im Vergleich zu anderen Kinos im Stadtzentrum von Manila billig.
Im Jahr 2014 war das Dach des Kinos bereits eingestürzt, aber die Wände waren noch in einem Zustand des zunehmenden Verfalls erhalten.

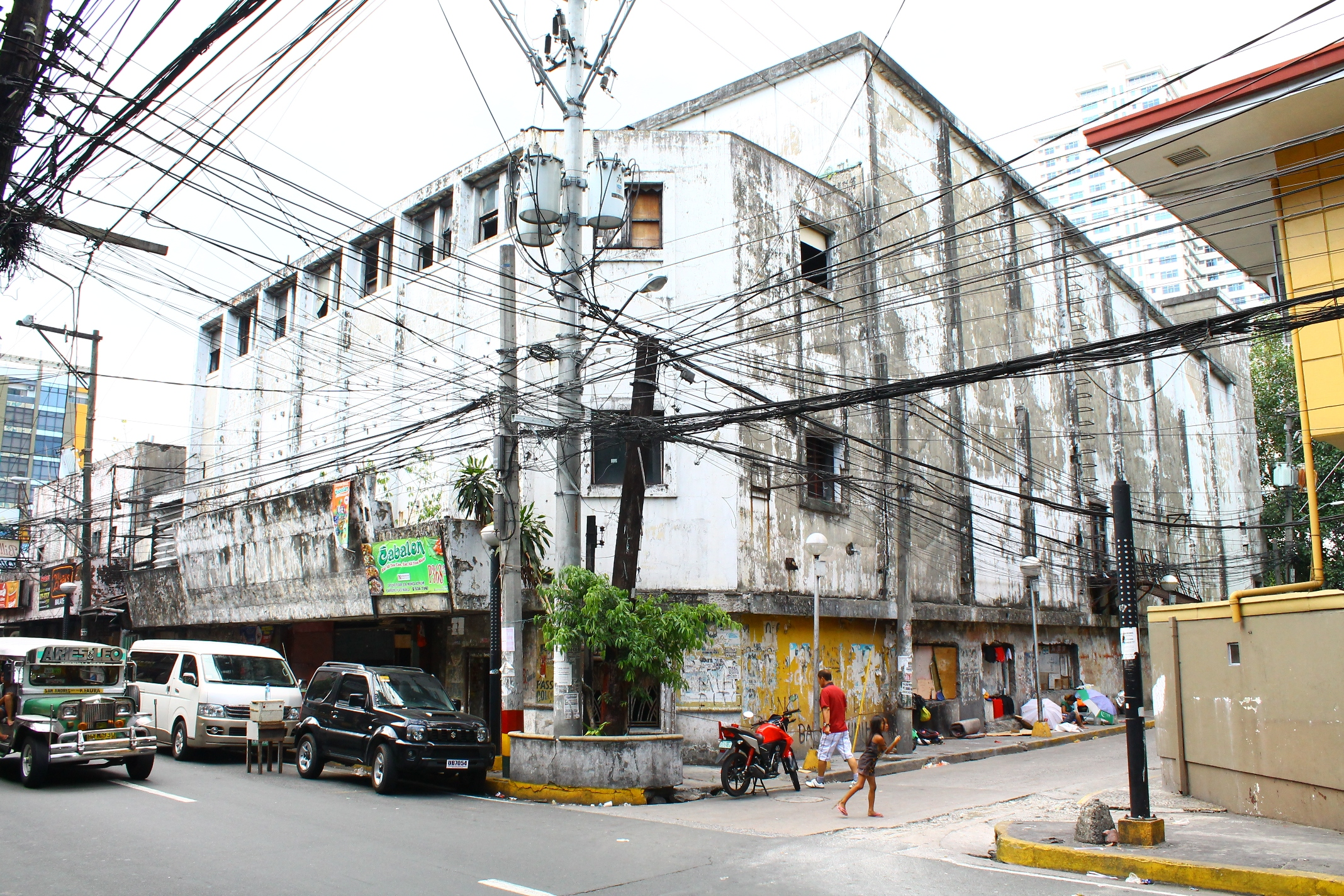
Gaiety Theatre M. H. del Pilar Street in Ermita, Manila
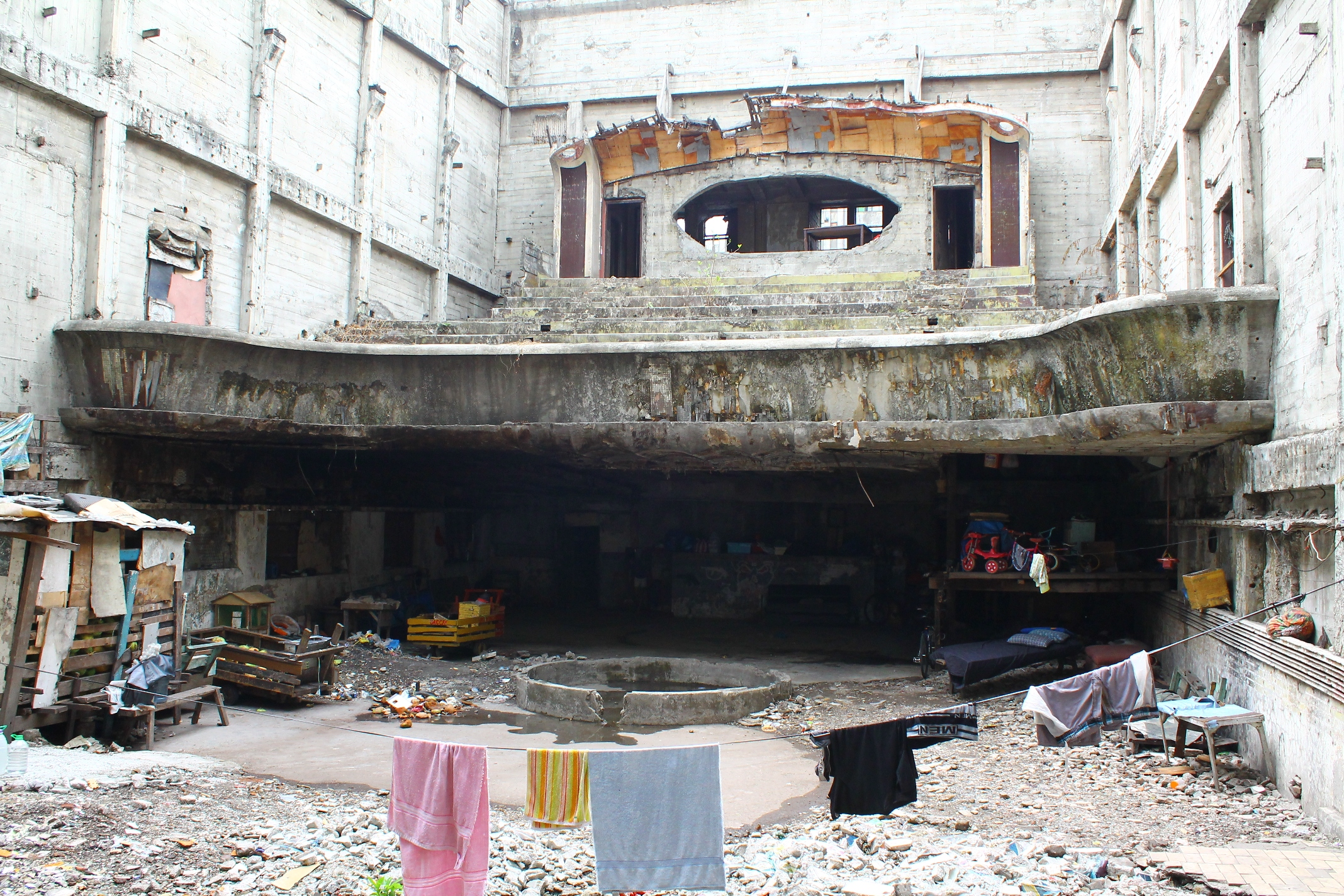
Blick von der Bühne auf den Balkon und Vorführraum des Gaiety Theatre
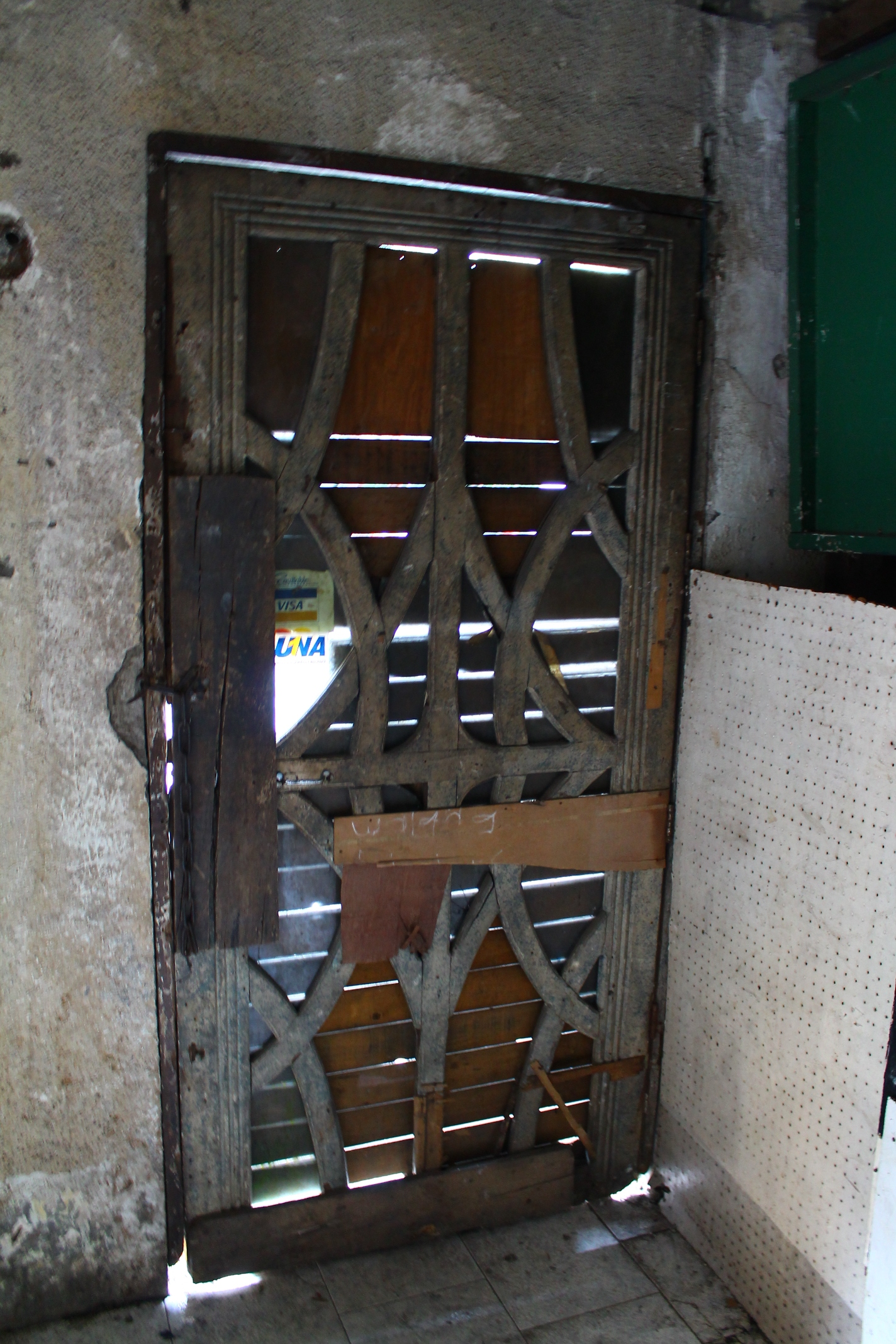
Art-Déco-Türe im Gaiety Theatre
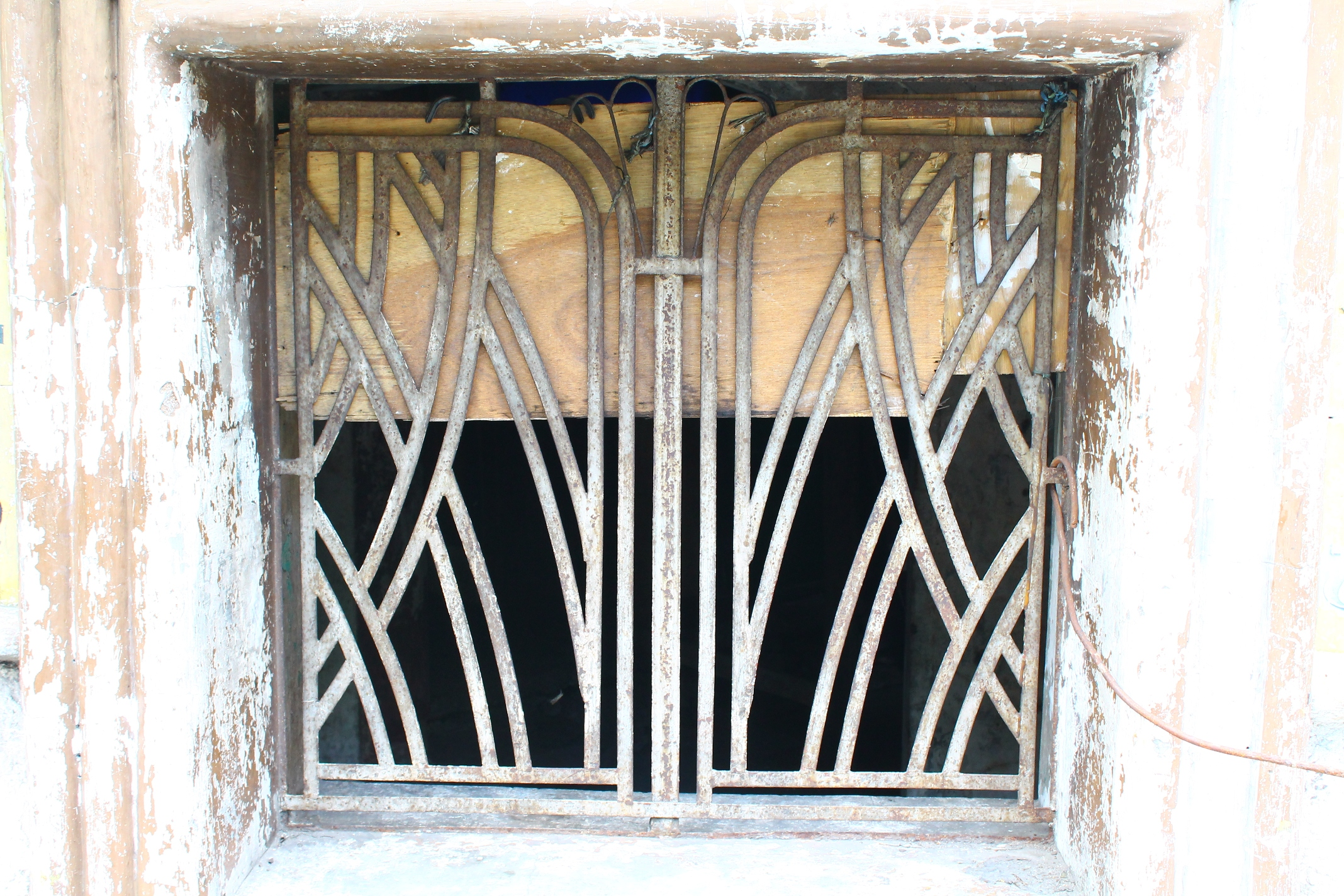
Art-Déco-Fenster im Gaiety Theatre